# Claudia Hürtgen
Claudia Hürtgen (Aken, 10 september 1971) is een Duitse autocoureur. Ze is hoofd instructie bij de BMW Driving Experience.
Hürtgen begon met karten en ging vervolgens naar de Duitse Formule 3. In 1993 crashte ze in de Grand Prix van Monaco in een Formule 3-wagen, waarbij ze haar hand bezeerde, en waarmee haar carrière in de eenzitters ten einde kwam. Daarop ging ze in tourklasse rijden, en werd ze in 1995 kampioen van Oostenrijk. Ze reed meermalen de 24 uur van Le Mans, waar ze in 1998 als derde eindigde.
In 2003, 2004 en 2005 won Hürtgen de Duitse Touring Car Challenge.
In 2011 kwam ze uit in de FIA GT3 Europees kampioenschap voor BMW.
In 2015 behaalde ze haar eerste pole-position in de ADAC GT Masters op de Sachsenring.

## Teams
| Jaar | Team                            | Starts |
| ---- | ------------------------------- | ------ |
| 2009 | Alpina                          | 1      |
| 2010 | Need for Speed by Schubert      | 3      |
| 2011 |                                 |        |
| 2012 | PIXUM Team Schubert             | 8      |
| 2013 | PIXUM Team Schubert             | 8      |
| 2014 | PIXUM Team Schubert             | 8      |
| 2015 | BMW Sports Trophy Team Schubert | 8      |
| 2016 | Schubert Motorsport             | 2      |
| 2017 |                                 |        |

## Privé
Hürtgen woont in München.